# Imeretien
Imeretien (georgisch იმერეთი, Imereti; vollständig იმერეთის მხარე, Imeretis Mchare) ist eine Region Georgiens. Sie liegt am Mittellauf des Flusses Rioni und grenzt im Westen an Mingrelien und Gurien, im Norden an Ratscha-Letschchumi und Niederswanetien, im Osten an Innerkartlien und im Süden an Samzche-Dschawachetien. Sie hat 481.500 Einwohner (Stand: 2021). Ihre Hauptstadt ist Kutaissi.

## Geschichte
Imeretien ist für die bisher nur auf Englisch als Imeretian publizierte Kulturgruppe zwischen etwa dem Spät-Pleistozän und dem Früh-Holozän namensgebend.
Imeretien war lange Teil von Kolchis und später Lasika. Kleinere Gebiete im Osten gehörten auch zu Iberien. Nach dem Eindringen der Araber in die Kaukasusregion zerfiel Lasika, und Imeretien wurde Teil Egrisis, das später mit Abchasien vereinigt wurde.
975 wurde es Teil des vereinigten georgischen Königreiches. 1466 wurde es wieder unabhängig und bildete eines der drei georgischen Königreiche. Später wurde es Teil des Osmanischen Reiches.
1810 wurde Imeretien vom Russischen Reich erobert. Von 1918 bis 1921 war es Teil der Republik Georgien, von 1922 bis 1991 gehörte es zur Georgischen SSR (zwischen 1922 und 1936 im Rahmen der Transkaukasischen SFSR). Seit der Unabhängigkeit Georgiens von der Sowjetunion 1991 ist es eine Provinz des Landes.

## Gesellschaft
Die Bevölkerung spricht einen georgischen Dialekt und ist ein Teil des vielfältigen georgischen Volkes. Seit dem Übertritt Lasikas 523 zum Christentum ist dieses die vorherrschende Religion.

## Verwaltungseinteilung
Imeretien ist in zwölf Munizipalitäten (munizipaliteti) eingeteilt, die nach ihren Verwaltungssitzen benannt sind:
- Baghdati
- Charagauli
- Choni
- Kutaissi
- Samtredia
- Satschchere
- Sestaponi
- Terdschola
- Tschiatura
- Tqibuli
- Wani
- Zqaltubo

Der äußerste nordöstliche Teil der Munizipalität Satschchere mit mehreren Dörfern liegt auf dem Territorium der nach Unabhängigkeit von Georgien strebenden, von einigen Staaten anerkannten Republik Südossetien, die dieses Gebiet als Teil ihres Rajons Dsau verwaltet.